# Listopad 2012
1. listopadu – čtvrtek
 Město New York začalo ve čtvrtek ráno obnovovat provoz linek metra. Otevřít se mělo 14 z 23 linek, i když Manhattan, který je postižen nejvíc, stále zůstane bez spojení.
2. listopadu – pátek
 Ruské úřady zrušily zákaz dovozu českého tvrdého alkoholu, který vyhlásily 21. září v reakci na methanolovou aféru. Otevření ruského trhu se týká lihovin vyrobených v Česku po 26. září 2012.
4. listopadu – neděle
 České tenistky obhájily vítězství ve Fed Cupu, když v pražském finále porazily Srbsko 3:1. Rozhodující třetí bod získala Lucie Šafářová, která vyhrála nad Jelenou Jankovićovou po hladkém průběhu 6:1 a 6:1. 
6. listopadu – úterý
 V 16 hodin skončil termín pro podání závazných přihlášek kandidátů do historicky první přímé volby prezidenta České republiky. Kandidátů, kteří změří síly v lednové volbě, jejíž první kolo začne 11. 1. 2013, je celkem 11.
 Ve všech státech USA začaly prezidentské volby. Za Demokratickou stranu obhajuje svůj mandát Barack Obama proti republikánskému kandidátovi Mittu Romneymu.
 Zemřel karikaturista Vladimír Jiránek.
7. listopadu – středa
 Demokratický kandidát Barack Obama byl opětovně zvolen prezidentem Spojených států amerických. 
 Poslanecká sněmovna České republiky schválila poměrem hlasů 101 : 93 tzv. „vládní úsporný balíček“, s nímž vláda Petra Nečase spojovala svoji další existenci. V příštím roce tak pravděpodobně dojde ke zvýšení sazby DPH na 15 a 21 procent.
8. listopadu – čtvrtek
 Ve věku 60 let zemřel český žokej Jiří Chaloupka starší, vítěz Velké pardubické 1979.
9. listopadu – pátek
 Ve věku 80 let zemřel slovenský politik Milan Čič, první porevoluční předseda slovenské vlády.
11. listopadu – neděle
 Vydatné deště působí značné potíže v severní Itálii a pod vodou se tak ocitlo 70 % Benátek, když se zde hladina vody dostala 150 centimetrů nad normální stav hladiny moře.
13. listopadu – úterý
 Na severu Austrálie bylo možno pozorovat přibližně dvouminutové úplné zatmění Slunce.
14. listopadu – středa
 V zemích Evropské unie proběhl Den evropské mobilizace, který vyhlásila Evropská odborová konfederace. Akci provázely stávky i násilné střety demonstrantů s policií, zejména ve Španělsku, Portugalsku a Itálii.[nedostupný zdroj]
 V Gaze byl při cíleném izraelském náletu zabit velitel vojenského křídla Hamásu Ahmad Džabarí.
15. listopadu – čtvrtek
 Napětí mezi Izraelem a militantním palestinským hnutím Hamás se silně vyostřilo, když raketa vypálená z Pásma Gazy dopadla do těsné blízkosti Tel Avivu. V reakci na tento útok izraelská armáda schválila mobilizaci 30 000 záložníků.
 V Pekingu byl novým předsedou Komunistické strany Číny zvolen dosavadní viceprezident Si Ťin-pching a mužem číslo dva na čínské politické scéně se stal vicepremiér Li Kche-čchiang.
16. listopadu – pátek
 Novou ministryní pro resort práce a sociálních věcí ve vládě Petra Nečase byla jmenována Ludmila Müllerová.
17. listopadu – sobota
 V Praze, Brně a Ostravě se konaly protivládní protesty. Na Václavském náměstí se sešlo až 20 000 demonstrantů, kteří se následně vydali na pochod Národní třídou.
 V Českých Budějovicích se demonstrovalo proti krajské vládě, především proti jmenování nové radní pro školství, kterou by se měla stát kontroverzní Vítězslava Baborová z KSČM.
18. listopadu – neděle
 Vítězem jubilejního 100. finále Davis Cupu se stali tenisté České republiky, když ve finále Světové skupiny porazili Španělsko 3:2. Česko se tak stalo první zemí v historii tenisu, která v jediném roce vyhrála Davis Cup, Fed Cup a Hopman Cup.
19. listopadu – pondělí
 Ozbrojený konflikt mezi Izraelem a militantním palestinským hnutím Hamás působícím v Pásmu Gazy si v průběhu šestidenních bojů vyžádal už přes 100 obětí na životech, přičemž nejméně třetinu obětí tvoří civilisté.
20. listopadu – úterý
 Polská policie zatkla muže, který plánoval pumový atentát proti čelným představitelům své země a byl v minulosti v kontaktu s norským masovým vrahem Andersem Behringem Breivikem. Policie přitom zabavila kolem 4 tun výbušnin a střelné zbraně.
21. listopadu – středa
 Mezi Izraelem a palestinským hnutím Hamás působícím v Pásmu Gazy bylo za přispění egyptské diplomacie podepsáno příměří, které začíná platit ve 20 hodin SEČ.
22. listopadu – čtvrtek
 Příměří mezi Izraelem a Palestinou se od včerejšího večera do současnosti dodržuje.
 Prezident Václav Klaus nechal zákon o církevních restitucích bez podpisu, to tedy znamená, že začne platit.
 Australští vědci zjistili, že ostrov Sandy Island, který se měl nacházet mezi východní Austrálií a Novou Kaledonií, pravděpodobně nikdy neexistoval. K zjištění této skutečnosti je přivedl výzkum, který vznikl z důvodu rozdílnosti map Google Earth a námořních map.
23. listopadu – pátek
 Ministerstvo vnitra vyřadilo z boje o prezidenta trojici kandidátů – Tomia Okamuru, Vladimíra Dlouhého a Janu Bobošíkovou. Další neúspěšná kandidátka, právnička Klára Samková, se rozhodla prezidentskou volbu napadnout u Ústavního soudu. Registračním procesem úspěšně prošli kandidáti Jiří Dienstbier mladší, Jan Fischer, Táňa Fischerová, Vladimír Franz, Zuzana Roithová, Karel Schwarzenberg, Přemysl Sobotka a Miloš Zeman. 
 Ve věku 81 let zemřel americký herec Larry Hagman, známý především jako J. R. Ewing ze seriálu Dallas.
24. listopadu – sobota
 Češka Tereza Fajksová vyhrála soutěž Miss Earth, třetí nejvýznamnější světovou soutěž krásy, která se letos konala na Filipínách.
25. listopadu – neděle
  Mistrem světa formule 1 se stal potřetí za sebou Sebastian Vettel, který v celkovém hodnocení porazil Fernanda Alonsa. Velká cena Brazílie byla zároveň posledním závodem v kariéře pro Michaela Schumachera, sedminásobného mistra světa formule 1.
 V Katalánsku se konají regionální volby, jejichž výsledek silně ovlivní budoucí setrvání Katalánska jako součásti Španělska či vyhlášení samostatného státu.
 Mohutný požár v bangladéšské textilce na předměstí Dháky si vyžádal nejméně 109 obětí na životech a řadu raněných.
26. listopadu – pondělí
 Většina slovenských učitelů vstoupila do časově neomezené stávky s požadavkem 10% zvýšení mezd a zlepšení financování odboru školství.
28. listopadu – středa
 Vítězka mexické soutěže krásy Žena Sinaloy 2012 Susana Flores Gómez byla zastřelena při přestřelce mezi vojáky a překupníky drog. Podle některých zpráv byla použita jako lidský štít.
29. listopadu – čtvrtek
 Valné shromáždění OSN formálně odsouhlasilo změnu statutu palestinských území z přidružené entity na nečlenský pozorovatelský stát. Česká republika jako jediný evropský stát hlasovala proti usnesení.